# Chapelle-Spinasse
Chapelle-Spinasse ist eine französische Gemeinde mit 113 Einwohnern (Stand 1. Januar 2022) im Département Corrèze in der Region Nouvelle-Aquitaine. Die Einwohner nennen sich Chapellois(es).

## Geografie
Die Gemeinde liegt im Zentralmassiv am linken Ufer des Oberlaufs der Doustre und ist von ausgedehnten Feldern und Wäldern umgeben. Tulle, die Präfektur des Départements liegt ungefähr 25 Kilometer südwestlich und Égletons etwa 7 Kilometer nördlich sowie Ussel rund 35 Kilometer nordöstlich.
Nachbargemeinden von Chapelle-Spinasse sind Rosiers-d’Égletons im Norden, Moustier-Ventadour im Osten, Saint-Hilaire-Foissac im Südosten sowie Montaignac-sur-Doustre im Süden und Westen.

## Wappen
Blasonierung: In Blau ein durchgehendes goldenes Wellenandreaskreuz von vier silbernen Türmen bewinkelt und im rechten Obereck Rot-Gold geschacht.

## Einwohnerentwicklung
| Jahr      | 1962 | 1968 | 1975 | 1982 | 1990 | 1999 | 2007 | 2016 |
| Einwohner | 117  | 124  | 134  | 119  | 137  | 133  | 113  | 116  |

## Sehenswürdigkeiten
- Kirche Notre-Dame-de-la-Nativité (Mariä Geburt)
- Étang de Gros, ein im 18. Jahrhundert angelegter Teich von 12 ha Größe[1]